# Barão da Fonte do Mato
Barão da Fonte do Mato é um título nobiliárquico criado por D. Pedro V de Portugal, por Decreto de 2 de Julho de 1860, em favor de António da Cunha da Silveira de Bettencourt.
Titulares
1. António da Cunha da Silveira de Bettencourt, 1.º Barão da Fonte do Mato.